# Khitan (omskärelse)
Khitan är den arabiska termen för både den manliga omskärelsen och kvinnlig könsstympning. Kvinnliga könsstympning har också den feminina benämningen khifad. Den bestämda benämningen al Khitanani betyder de två omskurna delarna. Omskärelse har varit verksamt sen tidig arabisk historia. Traditionen har sedan blivit aktuell genom den islamiska reformen, genom att profeten Muhammed enligt sägnen föddes omskuren. Dock är traditionen inte nämnd i Koranen, stöd till omskärelse går att finna i Haditherna och tidig islamisk poesi. I Haditherna finns sägnen om Ibrahim som omskars vid 8 års ålder och om Heracilucs som läser i stjärnornas horoskop om "Kungen av omskärelse". Vid samma tidpunkt rapporterar kung Ghassans krigshär om den omskurna Muhammeds budskap om islam och presenterar tanken om omskärelsen som normativ i arabvärlden. 
Olika madhhabs (rättskolor inom islam) anger olika åsikter om vikten av omskärelse, i vilken ålder detta bör utföras och i vilken omfattning den s.k. kvinnliga omskärelsen är normativ. Åldrar som nämns inom de olika skolorna är allt från sju dagar efter födseln till upp i puberteten. Den sunnitiska rättskolan Hanbali som skapats av Ahmad ibn Hanbal nämner den manliga omskärelsen som obligatorisk för att mannen skall erkänna sig som muslim och den kvinnliga som en ärofylld plikt. Den allra viktigaste faktorn som påverkar den muslimska mannens plikt till omskärelse är den att Muhammed föddes som omskuren och att hans egenskaper anses vara idealiska. Detta medför att bland annat barn i Nordafrika anses välsignade ifall de föds med en kort förhud. Både i Mekka och Egypten utför man parader före pojkarnas omskärelse och avslutar ceremonin med en stor fest. Eventuell könsstympning bland flickor sker av kända skäl i tysthet eftersom den i större delen av världen ses som ett skamligt övergrepp mot barn av kvinnligt kön. Omfattningen av denna våldsamma och även traumaskapande sed bland flickor inom muslimska områden varierar och likaså ceremonierna kring dessa.